# حمله به سفارت ژاپن در کویت (۱۹۷۴)
حمله به سفارت ژاپن در کویت در ۶ فوریهٔ ۱۹۷۴ به واقعه‌ای اشاره دارد که در آن شبه‌نظامیان فلسطینی سفارت ژاپن در شهر کویت را اشغال کرده و سفیر و ده نفر دیگر از جمله کارکنان سفارتخانه را گروگان گرفتند. هدف شبه‌نظامیان حمایت از اعضای ارتش سرخ ژاپن و شبه‌نظامیان فلسطینی بود که در ماجرای معروف به حادثهٔ «لاجو» در کشور سنگاپور گروگان‌هایی را در یک کشتی در اختیار داشتند. نتیجه این گروگانگیری در نهایت چنین بود که گروگان‌ها آزاد شدند و چریک‌ها اجازه یافتند به عدن پرواز کنند.

## هدف
هدف این حمله حمایت از چهار چریک محاصره‌شده در یک کشتی به نام «لاجو» بود که پس از تلاش ناموفق برای نابود کردن یک پالایشگاه متعلق به رویال داچ شل در سنگاپور آن را ربوده بودند. این مردان به‌مدت هفت روز در کشتی محاصره بودند تا این‌که در نتیجهٔ حمله به سفارت، سلاح‌های خود را زمین گذاشته و گروگان‌ها را آزاد کردند. سپس قرار شد به کویت و از آن‌جا به یمن منتقل شوند.

## عاملان
اگرچه هویت یا حتی شمار دقیق مردان مهاجم مشخص نیست با این حال گفته می‌شود که آن‌ها اعضای جبهه مردمی برای آزادی فلسطین، یک گروه مارکسیست-لنینیست سوسیالیست انقلابی سکولار چپ‌گرا بودند که در سال ۱۹۶۷ توسط جورج حبش بنیان‌گذاری شد. این گروه پیش‌تر با هواپیماربایی‌هایی نظیر هواپیماربایی پرواز ۸۴۰ تی‌دبلیوای در سال ۱۹۶۹ شناخته شده بود. آنان از متحدان ارتش سرخ ژاپن و بسیاری دیگر از گروه‌های تروریستی چپ‌گرای افراطی بودند و تا به امروز همچنان فعال‌اند.

## حمله
پیش از ظهر روز ۶ فوریه ۱۹۷۴، شمار نامعلومی از شبه‌نظامیان فلسطینی که خود را اعضای جبهه مردمی برای آزادی فلسطین معرفی کردند، سفارت ژاپن در شهر کویت را اشغال کردند. آن‌ها سفیر ژاپن در کویت و چند تن از کارکنان سفارت را گروگان گرفتند. هدف آن‌ها حمایت از اعضای ارتش سرخ ژاپن و سایر شبه‌نظامیان فلسطینی بود که در کشتی‌ای در سنگاپور در حادثه‌ای که با عنوان حادثهٔ «لاجو» شناخته می‌شود، گروگان‌هایی را در اختیار داشتند. همراه با گروه سومی به نام «فرزندان سرزمین‌های اشغالی عرب»، این گروه‌ها مسئولیت حادثهٔ «لاجو» را بر عهده گرفتند و از دولت ژاپن خواستند هواپیمایی به سنگاپور اعزام کند. این هواپیما قرار بود عاملان حادثهٔ «لاجو» را، که همچنان در کشتی گروگان‌هایی در اختیار داشتند، به کویت منتقل کند. دولت ژاپن روز بعد، پنج‌شنبه ۷ فوریه، با درخواست از دولت کویت برای فرود یک هواپیمای ویژهٔ شرکت هواپیمایی ژاپن با مهاجمان حادثهٔ «لاجو»، پاسخ داد؛ اما دولت کویت این درخواست را نپذیرفت. این نخستین بار بود که چریک‌های فلسطینی در کویت دست به حمله زدند، چراکه خانواده سلطنتی این کشور به رهبری شیخ صباح السالم الصباح، از جنبش مقاومت فلسطین حمایت مالی می‌کرد. کویت پیش‌تر پایان مسیر بسیاری از هواپیماربایی‌های فلسطینی بوده و خود را کشوری امن می‌دانست.

## پایان
روز بعد، پنج‌شنبه ۷ فوریه، دولت ژاپن به خواسته‌های چریک‌ها تن داد و هواپیمایی را برای انتقال عاملان حادثهٔ «لاجو» فراهم کرد. چریک‌ها گروگان‌ها را بدون آسیب آزاد کردند و همراه با عاملان حادثهٔ «لاجو» به یمن منتقل شدند.